# Cmentarz Wawrzyszewski

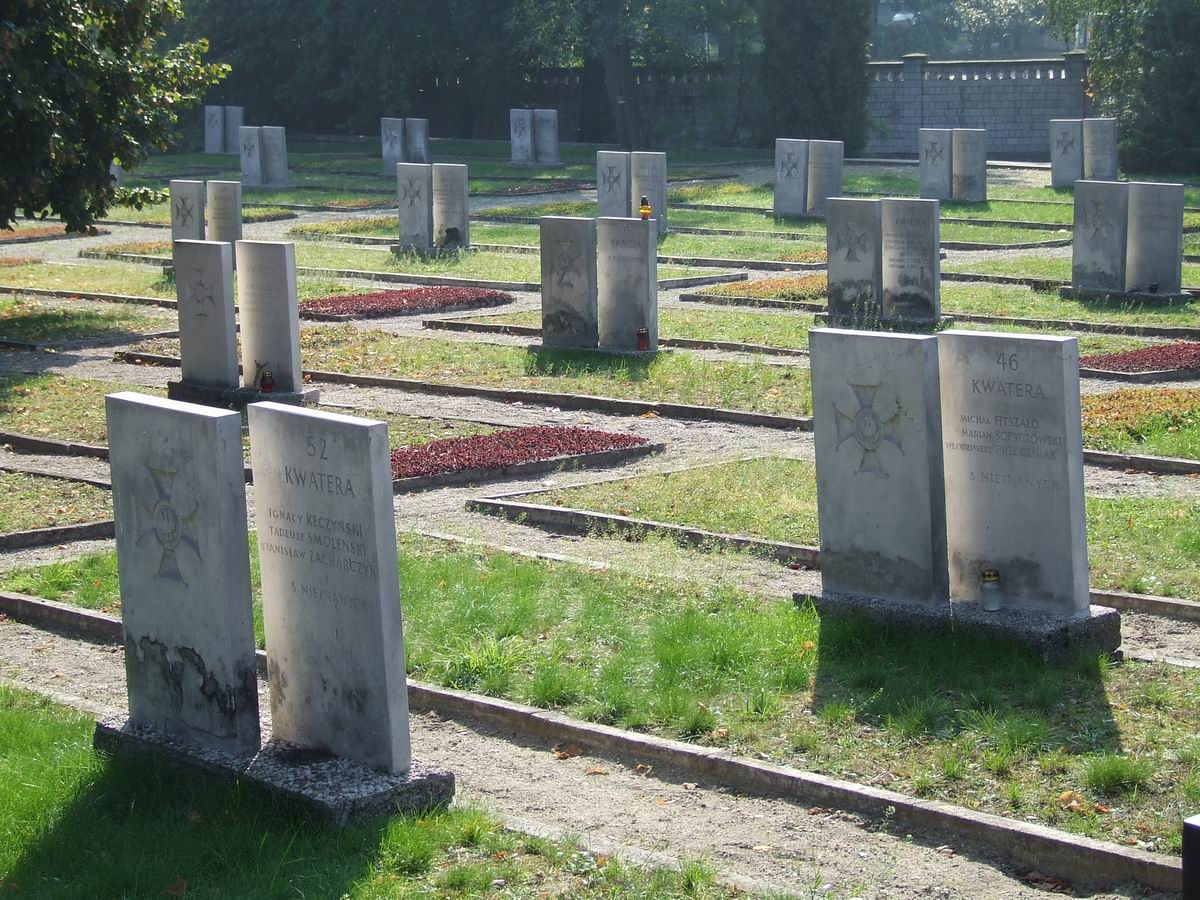
Groby żołnierzy września 1939

Cmentarz Wawrzyszewski – cmentarz rzymskokatolicki położony w dzielnicy Bielany w Warszawie.

## Historia
Nekropolia został założona jako wiejski cmentarz dla mieszkańców Wawrzyszewa. Zajmuje powierzchnię 6,5 ha i ma kształt zbliżony do trapezu. Cmentarz był dwukrotnie powiększany.
Najstarszy grób pochodzi z roku 1830 – to grób „sztabskapitana Konstantego Brzozowskiego z 2 batalionu saperów zmarłego we wsi Wawrzyszew 8.VII.1830”. Na cmentarzu znajduje się również grób Barbary z Chomiczów Jahołkowskiej (od jej rodowego nazwiska pochodzi nazwa Chomiczówki). Następna grupa grobów to nieliczne nagrobki przedwojenne oraz kwatera wojenna – ok. 500 żołnierzy 30 Pułku Strzelców Kaniowskich poległych w obronie północnych granic Warszawy w 1939 roku, pochowanych wraz z dowódcą, majorem Bronisławem Kamińskim. Obok mogił żołnierzy września 1939 znajdują się groby żołnierzy powstania warszawskiego oraz groby ludności cywilnej rozstrzelanej w 1939 na Wawrzyszewie.
Większa część cmentarza to groby powojenne. Gdy zapełnił się cmentarz Powązkowski, odbywały się tam również pochówki mieszkańców z innych części miasta. Obecnie ten cmentarz także jest zapełniony.
Rolę kaplicy cmentarnej pełni położony po drugiej stronie ul. Wólczyńskiej kościół św. Marii Magdaleny.

## Pochowani (m.in.)
- Józef Below (1904–1939) – artysta rzeźbiarz
- Władysław Byszewski (1922–2019) – hodowca koni, trener, sędzia międzynarodowy zawodów jeździeckich i jeździec
- Ryszard Dudek (1936–2011) – dyrygent, profesor Akademii Muzycznej w Warszawie
- Joanna Dworakowska − szachistka
- Jerzy Dziewulski (1943–2025) – funkcjonariusz MO i Policji, polityk SLD
- Jerzy Chachuła (1924–2002) – hipolog, profesor SGGW
- Jerzy Jakubowski (1930–1982) – profesor prawa
- Władysław Jania (1913–2008) – rzeźbiarz
- Anna Jantar (1950–1980) – piosenkarka
- Kazimierz Kalinowski (1908–1944) – kolarz szosowy, uczestnik I i II Tour de Pologne (grób symboliczny)
- Zofia Kierszys (1921–2000) – tłumaczka książek z jęz. angielskiego
- Aleksander Kozera (zm. 2001) – geofizyk, odkrywca złóż węgla brunatnego, autor podręczników dla szkół zawodowych
- Kazimierz Kucharski (1909–1995) – lekkoatleta (grób symboliczny)
- Jarosław Kukulski (1944–2010) – kompozytor
- Jerzy Lileyko (1932–2009) – prof. historii sztuki
- Edmund Wnuk-Lipiński (1944–2015) – prof. socjolog
- Rajmund Kazimierz Łaszczyński (1921–1994) – powstaniec warszawski AK ps. „Łukasz”, kawaler Orderu Virtuti Militari
- Leon Łochowski (1938–2017) – aktor
- Wiesław Maniak (1938–1982) – lekkoatleta
- Jerzy Maryniak (1932–2011) – inż. lotnictwa, ekspert ds. katastrof lotniczych
- Henryk Matyja (1923–2001) – prof. Politechniki Warszawskiej, technolog metalurgii i hutnictwa
- Anna Mieszkowska (1958-2025) - pisarka, publicystka, historyk teatru, dokumentalistka artystów polskich na emigracji
- Zofia Nehring (1910−1972) − polska łyżwiarka szybka, rekordzistka świata, mistrzyni i reprezentantka Polski.
- Maciej Nowicki (1910–1950) – architekt
- Zygmunt Nowicki (1867–1941) – sędzia, urzędnik konsularny, senator
- Jan Perenc (1896–1971) – oficer WP, kawaler Orderu Virtuti Militari
- Stanisław Pierściński ps. „Wojciech” (1898–1996) – żołnierz, kawaler Orderu Virtuti Militari i dwukrotnie Krzyża Walecznych
- Elżbieta Pietruska-Madej (1938–2001) – filozof nauki, dziekan Wydziału Socjologii i Filozofii Uniwersytetu Warszawskiego
- Jadwiga Polanowska-Misiorny (1937–2003) – aktorka i dziennikarka
- Leon Polanowski (1895–1985) – starosta sandomierski
- Andrzej Polkowski (1939-2019) – tłumacz literatury pięknej (m.in. cyklu o Harrym Potterze)
- Jerzy Prażmowski (1932–1983) – aktor filmowy i teatralny
- Tadeusz Skaliński (1910–1999) – fizyk, prof. UW
- Leon Suchorzewski (1894–1970) – rolnik, burmistrz Włodzimierza Wołyńskiego, poseł na Sejm IV kadencji II Rzeczypospolitej
- Zbigniew Szałajda (1934–2024) – polityk, wicepremier PRL, minister hutnictwa
- Ignacy Witomski (1922–2005) – płk dypl. WP, wyróżniony tytułem Sprawiedliwy wśród Narodów Świata
- Ludwika Woźnicka (1924–1983) – pisarka żydowskiego pochodzenia, autorka książek dla dzieci i tłumaczka literatury anglosaskiej, bliźniacza siostra Zofii Woźnickiej
- Bronisław Żurakowski (1911–2009) – konstruktor lotniczy, pilot

### Groby zbiorowe
- mogiła 500 żołnierzy 30 pułku Strzelców Kaniowskich w 109 zbiorowych kwaterach
- 2 zbiorowe mogiły 53 żołnierzy zamordowanych w czasie powstania warszawskiego